# Confiança EC
Confiança EC is een Braziliaanse voetbalclub uit Sapé in de deelstaat Paraíba.

## Geschiedenis
De club werd opgericht in 1953 en speelde in 1958 één seizoen in de hoogste klasse van het Campeonato Paraibano. Daarna was het wachten tot 1996 vooraleer de club er terugkeerde. Amper een jaar later werd de club al staatskampioen. De club kon het succes niet verzilveren en een jaar later eindigde Confiança slechts één plaats boven de degradatiezone. In 1999 volgde wel een degradatie. In 2004 werd de club een amateurclub. In 2018 keerde de club terug naar het profvoetbal en nam deel aan de tweede klasse van de staatscompetitie.

## Erelijst
Campeonato Paraibano
1997